# 4237-es mellékút (Magyarország)
A 4237-es számú mellékút egy bő 18 kilométer hosszú, négy számjegyű országos közút Békés vármegye területén. Tulajdonképpen Vésztőt köti össze Mezőberény központjával, bár az előbbinek közigazgatási területét nem érinti; Bélmegyer községnek pedig az egyetlen megközelítési útvonalát képezi mindkét település irányából.

## Nyomvonala
A Szeghalom-Gyula közt húzódó 4234-es útból ágazik ki, annak a 20,300-es kilométerszelvényénél, Vésztő és Bélmegyer közigazgatási határához közel, de teljesen bélmegyeri külterületen, nyugati irányban. Nagyjából másfél kilométeren át a határvonal még a közelében marad, majd elkanyarodik tőle északi irányban. 3,7 kilométer után éri el az út Bélmegyer belterületét, ott a község keleti részében Petőfi Sándor utca, majd a központot elhagyva, a nyugati falurészben Berényi út néven húzódik. Kevéssel az ötödik kilométere után lép ki a település házai közül.
A folytatásban külterületek között vezet, több irányváltása ellenére nagyjából továbbra is jobbára nyugati vagy délnyugati irányban. A 6,550-es kilométerszelvényénél egy elágazása következik, itt a Békéstől (a 4238-as úttól) idáig vezető számozatlan, alsóbbrendű önkormányzati út torkollik bele. 7,8 kilométer után áthidal egy kisebb vízfolyást, egyúttal eléri Mezőberény keleti határszélét, innen bő három kilométeren át közvetlenül a határvonalat követi. A 11. kilométerénél egy nagy ívű kanyarral teljesen mezőberényi területre érkezik, Majdnem pontosan a 14. kilométerénél áthalad a Kettős-Körös felett, 17,4 kilométer után pedig eléri a város legkeletibb házait. A belterületen a Vésztői út nevet viseli, elhalad a Medvefejes-tó déli partjai mellett, majd hamarosan véget is ér, beletorkollva a 47-es főútba, annak 107,400-as kilométerszelvényénél.
Teljes hossza, az országos közutak térképes nyilvántartását szolgáló kira.gov.hu adatbázisa szerint 18,643 kilométer.

## Települések az út mentén
- Bélmegyer
- Mezőberény

## Története
A Kartográfia Vállalat Magyarország autótérképe 1:525 000 című, 1970-ben megjelent kiadványa az út nagyjából fele részét, Bélmegyer nyugati szélétől a Kettős-Körös hídjáig csak "fontosabb földút" jelöléssel szerepelteti.